# Феникс, Ривер
Ри́вер Джуд Фе́никс  (англ. River Jude Phoenix; 23 августа 1970, Мадрас, Орегон — 31 октября 1993[…], Уэст-Голливуд, Калифорния) — американский актёр и музыкант. Старший брат актёров Хоакина и Саммер Феникс.
Актёрскую карьеру начал в десятилетнем возрасте, снимаясь в телевизионных рекламных роликах. Его первой заметной работой стала роль в фильме «Останься со мной» (1986). Позже стал появляться в более «взрослых» картинах, таких как «Бег на месте» (1988), за которую номинировался на премии «Оскар» и «Золотой глобус» в категории «Лучший актёр второго плана» (в 18 лет стал шестым самым юным номинантом в категории), и «Мой личный штат Айдахо» (1991). Роль в последней вызвала одобрение критиков и принесла Фениксу Кубок Вольпи за лучшую мужскую роль на Венецианском кинофестивале, а также премию Американского Национального общества кинокритиков в категории «Лучший актёр». Джон Уиллис назвал его одним из 12 многообещающих новичков 1986 года, а критики Роджер Эберт и Джин Сискел отзывались о нём как о чрезвычайно талантливом актёре.
31 октября 1993 года Феникс скончался от передозировки наркотиков у входа в клуб «Viper Room».

## Ранние годы
Ривер Джуд Боттом родился 23 августа 1970 года в городе Мадрас, штат Орегон, в семье Арлин Шэрон Дьюнец и Джона Ли Боттома. Феникса назвали в честь реки жизни из романа Германа Гессе «Сиддхартха» и песни Beatles «Hey Jude».
В интервью журналу «People» Феникс описывал своих родителей как «хиппи». Его мать родилась в Бронксе (Нью-Йорк), её родители были евреи — эмигранты из Венгрии и России. Отец, бывший католик, был родом из города Фонтана (Калифорния) и имел дочь от предыдущего брака Джодин, которая впоследствии изменила имя на Траст. В 1968 году мать Феникса покинула родительский дом в Нью-Йорке и, разъезжая по Америке автостопом, оказалась в Северной Калифорнии, где встретила Джона. Они поженились 13 сентября 1969 года, менее чем через год после знакомства. В 1973 году пара вступила в секту «Дети Бога» и стали миссионерами. В городе Крокетт (Техас) 21 ноября 1972 года у пары родилась дочка Рэйн Джоан Д’Арк. Третьим ребёнком супругов стал Хоакин Рафаель Боттом, который родился 28 октября 1974 года в Сан-Хуане (Пуэрто-Рико).
5 июля 1976 года родилась Либертад Марипоза Боттом, семья в то время жила в Каракасе, Венесуэла, куда секта отправила их в качестве миссионеров и сезонных рабочих. Хотя Джон Боттом позже получил звание «Архиепископа Венесуэлы и Карибов», супруги не имели финансовой поддержки от секты и жили в нищете. Феникс часто играл на гитаре, а Рэйн пела на улице, зарабатывая деньги на пропитание семьи.
Арлин и Джон вскоре разочаровываются в «Детях Бога»; Арлин впоследствии рассказала журналисту, что они с мужем выступали против так называемого «флирти-фишинга», практикуемого в секте: «Лидер секты Дэвид Берг вводил всех в заблуждение, становясь влиятельнее и богаче. Он стремился привлечь богатых учеников с помощью секса. Ну уж нет!» Опасаясь опасного развития ситуации, пара покинула секту и какое-то время жила при церкви в Венесуэле. В конце проживания в Южной Америке вся семья стала веганами (по настоянию Ривера и Хоакина, которых впечатлила сцена умерщвления рыбы местным рыбаком).
Вскоре семья вернулась в Америку, тайно проникнув на грузовое судно. По возвращении они поселились в доме родителей Арлин во Флориде. 10 декабря 1978 года в Уинтер Парке (Флорида) родилась Саммер Джой Боттом, самый младший ребёнок в семье. 2 апреля 1979 года семья официально изменила фамилию на Феникс, в честь сказочной птицы, возродившейся из пепла, что стало символом начала новой жизни.

## Карьера

### Актёрская карьера
В Лос-Анджелесе Джон Феникс работал у агента по кастингам на NBC. Он смог организовать встречу с детским агентом Айрис Бертон, которая была так впечатлена семьёй, что согласилась взяться за всех пятерых детей.
В 1980 году Феникс впервые появился на телевидении в сериале «Фантазия», где он пел вместе с сестрой Рэйн. В 1982 году он снимался в коротком сериале NBC «Семь невест для семерых братьев», где он сыграл самого младшего брата, Гутри Мак-Фаддена. Феникс, который ходил на прослушивания с гитарой, быстро вжился в образ Элвиса Пресли, очаровав продюсеров шоу.
Следующую роль Ривер Феникс получил лишь спустя год, в телефильме «Знаменитость» (1984), где он сыграл молодого Джеффи Кроуфорда. Хотя сцена с его участием длилась всего 10 минут, его персонаж был центральным героем. Ещё через месяц вышло шоу ABC Afterschool Special, где Ривер Феникс сыграл в эпизоде «Backwards: The Riddle of Dyslexia». По сюжету мальчик узнает, что у него дислексия. Хоакин Феникс тоже сыграл небольшую роль в этом сериале.
В сентябре вышел пилотный эпизод сериала «Твой ход». Ривер Феникс сыграл роль Брайана, в которой у него была только одна реплика. Он также снялся в телефильме «Роберт Кеннеди и его времена» в роли сына Кеннеди-младшего.
Принесшая Фениксу одобрение критиков роль мальчика с дислексией помогла ему получить главную роль в телефильме «Выживание» с Молли Рингуолд и Хезер О’Рурк, в котором Феникс сыграл роль Филипа Брогана. Это было его последнее появление на телевидении перед началом большой карьеры. В процессе съемок Айрис Бертон предложила ему роль в фильме «Исследователи».
В октябре 1984 года Феникс был утверждён на роль мальчика-ботаника Вольфганга Мюллера в крупнобюджетном научно-фантастическом фильме Джо Данте «Исследователи». Это первая большая роль Феникса в кино.

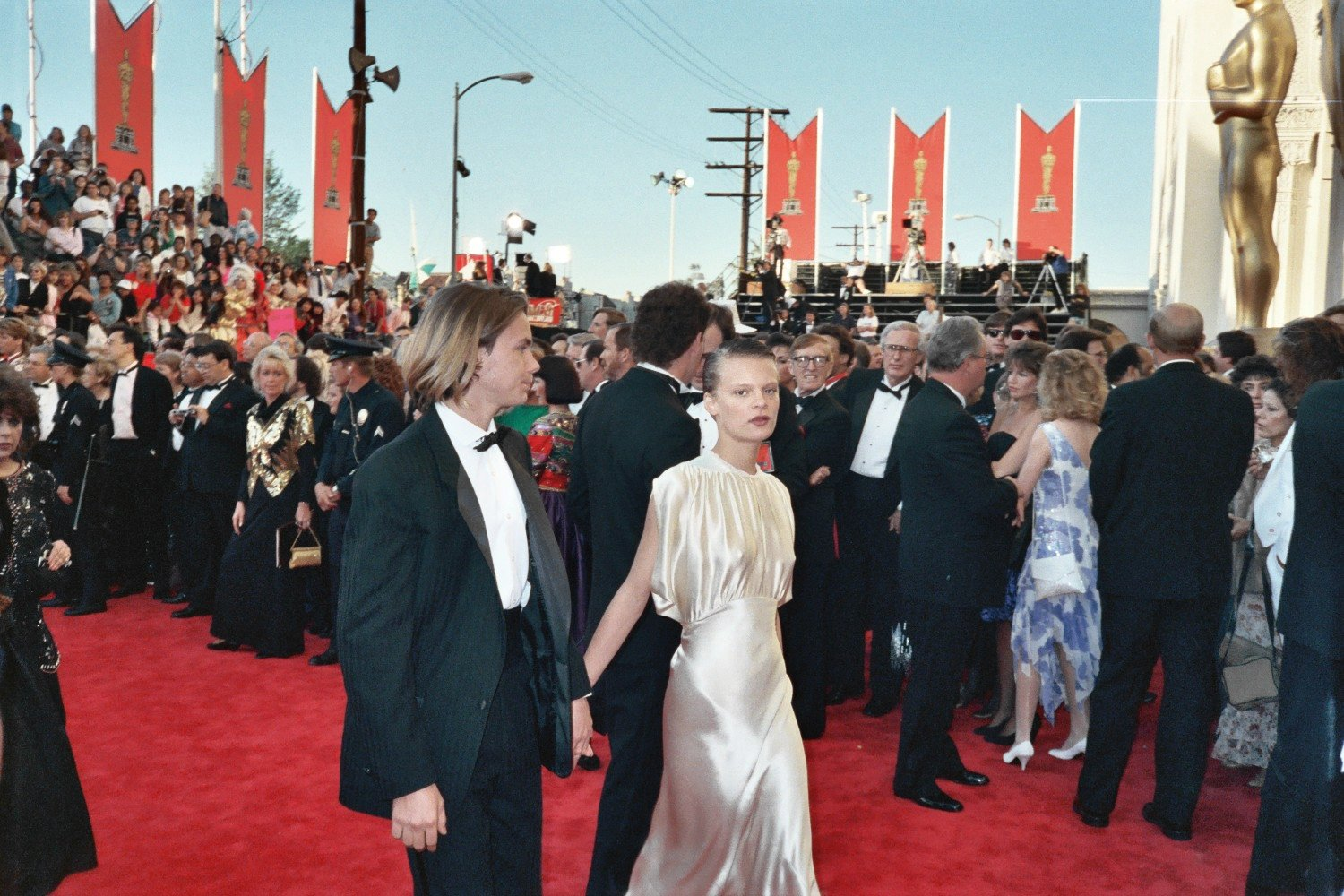
Феникс и Марта Плимптон на 61-й церемонии вручения премии «Оскар», 29 марта 1989 года

Он приобрёл популярность с выходом фильмов «Останься со мной» (1986), «Берег москитов» (1986), «Одна ночь из жизни Джимми Рирдона» (1988) и «Маленький Никита» (1988) с Сидни Пуатье.
В то же время семья Фениксов продолжала переезжать и сменила сорок мест проживания к тому моменту, когда Риверу Фениксу исполнилось восемнадцать. В 1987 году, после завершения съемок в фильме Сидни Люмета «Бег на месте» (1988), семья окончательно поселилась в Миканопи рядом с городом Гейнсвилл во Флориде.
В начале 1989 года за роль в «Беге на месте» Ривер Феникс номинировался на «Оскар» и «Золотой глобус» в категории «Лучший актёр второго плана» и был награждён премией Национального совета кинокритиков США в той же категории. В 18 лет Феникс стал шестым самым юным номинантом в этой категории в истории Американской киноакадемии. В том же году он сыграл молодого Индиану Джонса в фильме «Индиана Джонс и последний крестовый поход».
Феникс познакомился с Киану Ривзом на съемках фильма «Родители», где играл его брат Хоакин. Ривз и Феникс вместе снялись в фильмах «Я люблю тебя до смерти» (1990) и «Мой личный штат Айдахо» (1991). В рецензии «Newsweek» Дэвид Ансен был восхищен игрой Феникса: «Сцена у костра, в которой Майк робко признаётся в своей безответной любви к Скотту, — это чудо деликатности. И в этой, и в других сценах Феникс погружается так глубоко в своего персонажа, что вы почти забываете, что видели его раньше: это потрясающе чувствительный спектакль, острый и комичный одновременно». За роль в «Айдахо» Феникс получил награду Кубок Вольпи за лучшее исполнение мужской роли на Венецианском кинофестивале и премию «Независимый дух» в категории «Лучший актёр», а также был назван лучшим актёром Национальным обществом кинокритиков США. Успех фильма закрепил за Фениксом статус актёра с жестким характером. В том же году вышел фильм «Дурацкое пари».
Феникс работал с Робертом Редфордом и Сидни Пуатье над фильмом «Тихушники» (1992). Спустя месяц он начал сниматься в фильме «Язык молчания» Сэма Шепарда, который вышел лишь в 1994 году. Последняя законченная картина с его участием — «То, что называют любовью» (1993).
Необычная судьба постигла проект «Тёмная кровь», брошенный из-за смерти Феникса. Основные натурные съёмки с актёром были закончены, но в павильонных эпизодах он сыграть не успел. Семьсот килограммов плёнки незавершённого фильма оказались в распоряжении страховой компании. В 2012 году режиссёр «Тёмной крови» Джордж Слёйзер, узнав о планах страховщиков уничтожить весь этот материал, выкрал его и смонтировал из него картину. Недостающие эпизоды он заполнил фрагментами фотопроб и озвучил закадровым текстом. Премьера «Тёмной крови» с успехом прошла осенью 2012 года на Нидерландском кинофестивале в Утрехте, затем состоялись показы на других фестивалях, в частности, в Берлине и в Москве. Критик журнала «Искусство кино» Елена Плахова отметила, что «„Тёмная кровь“, будь она завершена вовремя, могла бы стать кульминацией кинобиографии» Ривера Феникса. Осенью 2013 года лента стала доступна на сервисе YouTube.

### Музыкальная карьера
Хотя основным источником доходов Ривера Феникса был кинематограф, многие друзья и родственники отмечали, что его настоящей страстью была музыка. Феникс пел, писал песни и в совершенстве владел гитарой. Он начал учиться игре в пять лет и говорил в интервью, что их семья переехала в Лос-Анджелес, чтобы он и Рэйн стали музыкантами. «Я начал сниматься в рекламе из финансовых соображений, а кино показалось заманчивой идеей…» Перед тем как найти агента Феникс и остальные дети в семье пытались сделать карьеру в музыке, исполняя кавер-версии на улицах Вествуда в Лос-Анджелесе, часто скрываясь от полиции из-за собиравшихся людей, которые перегораживали тротуар.
Снимаясь в фильме «Одна ночь из жизни Джимми Рирдона» в 1986 году, Феникс написал песню «Heart to Get» специально к заключительным титрам фильма. 20th Century Fox вырезали её из фильма, но режиссёр Уильям Ричерт оставил песню в своей режиссёрской версии несколько лет спустя. Именно тогда Феникс познакомился с Крисом Блэквеллом из «Island Records», что помогло ему заключить контракт с лейблом.
Фениксу не нравилась идея выступать сольно, поэтому он начал собирать группу. «Aleka’s Attic» была создана в 1987 году и в её состав входила сестра Рэйн. Феникс искал признания за счёт собственных заслуг, настаивая, чтобы группа не светилась его именем перед не благотворительными выступлениями. Их первая песня «Across the Way» была написана в соавторстве с Джошем МакКеем и была включена в благотворительный альбом PETA «Tame Yourself» (1989). В 1991 году Ривер записал речь под названием «Curi Curi» для альбома Милтона Насименто «TXAI». В том же году трек «Aleka’s Attic» «Too Many Colors» появился на саундтреке к фильму Гаса Ван Сента «Мой личный штат Айдахо». В 1996 году песня «Aleka’s Attic» «Note to a Friend», где на басу играет Фли из «Red Hot Chili Peppers», была выпущена в благотворительном альбоме «In Defense of Animals: Volume II».
Феникс работал вместе с Джоном Фрушанте после его первого ухода из «Red Hot Chili Peppers» над песнями «Height Down» и «Well I’ve Been», которые вышли в альбоме Фрушанте «Smile from the Streets You Hold» (1997).
Феникс вложил деньги в открытие клуба «House of Blues» (основанного его хорошим другом и коллегой по фильму «Тихушники» Дэном Эйкройдом), в Кембридже, Массачусетс; клуб открылся в день благодарения в 1992 году.

## Общественная деятельность
Феникс был борцом за права животных, экологическим и политическим активистом. Он являлся представителем организации PETA и в 1992 году был удостоен гуманитарной награды за сбор денег на благотворительность. В 1990 году в честь Дня Земли Феникс написал эссе на тему охраны окружающей среды, которые было рассчитано на его молодых поклонников. Феникс был веганом. Марта Плимптон вспоминает: «Однажды, когда нам было по пятнадцать лет, мы с Ривером отправились на ужин в ресторан на Манхэттене, и я заказала крабов. Он покинул ресторан в слезах и начал бродить по Парк-авеню. Я вышла к нему, и он сказал мне: „Я так люблю тебя, зачем?..“ — Ему было так больно от того, что я ела животное». Феникс оказывал финансовую поддержку нескольким организациям по охране окружающей среды, а также выкупил 320 гектаров тропического леса в Коста-Рике, находящегося под угрозой уничтожения. Он и его группа часто устраивали выступления в пользу известных благотворительных учреждений, среди которых были PETA и Международная амнистия. На президентских выборах в США в 1992 году Феникс поддерживал кандидатуру Билла Клинтона.

## Личная жизнь
На съёмках фильма «Берег москитов» в 1985 году Феникс познакомился с актрисой Мартой Плимптон, с которой встречался до 1989 года. В октябре 1989 года на вечеринке в Гейнсвилле он познакомился с Сюзанной Солгот. Они жили вместе до января 1993 года. Перед смертью в течение шести месяцев Феникс встречался с актрисой фильма «То, что называют любовью» Самантой Мэтис.

## Смерть
У меня нет ни малейшего желания говорить о покойном брате. Мне не нравится, когда меня сравнивают с ним. Он был невероятным человеком и великим актёром. Когда-то мы договорились с ним о том, что будем стареть вместе, но теперь я один, и кажется, больше всего на свете мне нужно поговорить с ним снова.

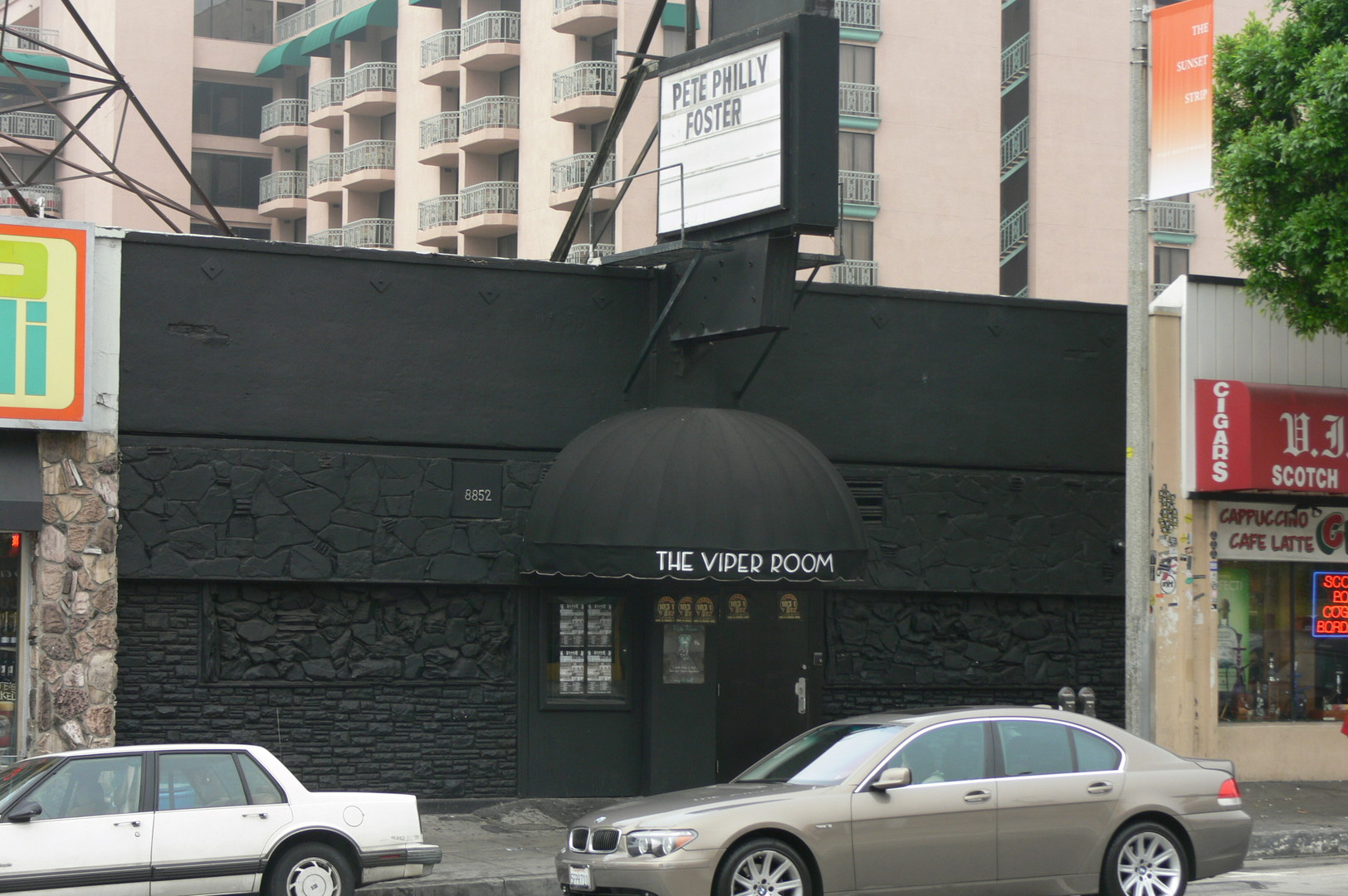
Клуб «Viper Room», у которого Ривер потерял сознание

Имидж Ривера Феникса в обществе всегда был положительным. Он открыто высказывался на различные социальные и политические темы, а также был приверженцем здорового образа жизни. В результате смерть актёра привлекла огромное внимание прессы, но на протяжении последней четверти века ни семья, ни друзья практически не высказывались о его смерти.
30 октября 1993 года Феникс собирался выступать вместе со своим близким другом Фли из Red Hot Chili Peppers в клубе Viper Room, которым тогда владел Джонни Депп. За неделю до этого он вернулся в Лос-Анджелес из Юты, чтобы завершить трёхнедельные съёмки фильма «Тёмная кровь». Рэйн, Хоакин и Саманта Мэтис прилетели к нему в отель. Актёр Леонардо Ди Каприо видел его незадолго до смерти и сказал, что «он выглядел не просто бледным — он был белым».
В какой-то момент Феникс ушёл в ванную, чтобы принять наркотики с друзьями и наркоторговцами. Часто встречается информация о том, что, то ли знакомый, то ли дилер (по некоторым данным — Джон Фрушанте) предложил ему Persian Brown (сильную смесь героина и метамфетамина, которую обычно вдыхают); заключение о вскрытии свидетельствует о смертельной дозе кокаина, морфина (героин гидролизуется до морфина, который и обнаруживается в крови), диазепама и эфедрина. Вскоре после применения смеси героина и кокаина ему стало плохо и кто-то дал ему диазепам, так как он обычно используется в целях нейтрализации эффектов передозировки. Однако из-за того, что он принял героин, эффект от терапии оказался противоположным, так как диазепам только усиливает эффект героина. Он вернулся в клуб к своей компании и сказал, что чувствует себя нехорошо и ему необходим свежий воздух. Мэтис, Рэйн и Хоакин помогли ему выбраться из здания. Он упал на землю и начал биться в конвульсиях. Его трясло примерно пять минут. Фли велел Хоакину Фениксу вызвать службу 911. Сестра Рэйн принялась делать ему искусственное дыхание «рот в рот», однако безуспешно. При этом также присутствовала актриса Кристина Эпплгейт.
В это время на сцене выступали Джонни Депп и его группа P (с Фли и другом Феникса Гибби Хэйнсом из Butthole Surfers). Согласно Хэйнсу, во время приступа Феникса группа исполняла песню «Michael Stipe», в которой есть строки «but we didn’t have a part, not a piece of our heart, not Michael, River Phoenix or Flea or me». Парамедики приехали на место происшествия, увидели умирающего Феникса, однако попытки улучшить его состояние оказались безуспешными. Его отвезли в медицинский центр Cedars-Sinai, в машине скорой помощи также был Фли. Дальнейшие попытки реанимировать Феникса (в том числе с помощью электрокардиостимулятора) не увенчались успехом. Смерть была констатирована 31 октября 1993 года в 1 час 51 минуту.
На следующий день клуб стал временным местом для поминок, куда приходили поклонники, оставляя цветы, фотографии и свечи на тротуаре, надписи на близлежащих стенах. Было вывешено объявление, в котором говорилось: «Из-за уважения и любви к Риверу и его семье The Viper Room временно закрыт. Выражаем искренние соболезнования семье, друзьям и близким. Его будет очень не хватать». Клуб был закрыт на неделю, в дальнейшем Джонни Депп закрывал его каждый год 31 октября, до тех пор пока не продал свою долю в 2004 году.
Ривер был кремирован. Его прах был развеян на семейном ранчо в Майкэнопи, Флорида.

## Фильмография
| Год       |    | Русское название                          | Оригинальное название                | Роль                         |
| --------- | -- | ----------------------------------------- | ------------------------------------ | ---------------------------- |
| 1982—1983 | с  | Семь невест для семерых братьев           | Seven Brides for Seven Brothers      | Гутри МакФадден              |
| 1984      | с  | Знаменитость                              | Celebrity                            | Джеффи                       |
| 1984      | с  | ABC Специально после школы                | ABC Afterschool Special              | Брайан Эллсуорт              |
| 1984      | с  | Твой ход                                  | It's Your Move                       | Брайан                       |
| 1984      | с  | Отель                                     | Hotel                                | Кевин                        |
| 1985      | с  | Роберт Кеннеди и его времена              | Robert Kennedy & His Times           | Роберт Кеннеди-младший       |
| 1985      | тф | Выживание                                 | Surviving                            | Филип Броган                 |
| 1985      | ф  | Исследователи                             | Explorers                            | Вольфганг Мюллер             |
| 1985      | с  | Семейные узы                              | Family Ties                          | Юджин Форбс                  |
| 1986      | ф  | Останься со мной                          | Stand by Me                          | Крис Чемберс                 |
| 1986      | тф | Круг насилия: Семейная драма              | Circle of Violence: A Family Drama   | Крис Бенфилд                 |
| 1986      | ф  | Берег москитов                            | The Mosquito Coast                   | Чарли Фокс                   |
| 1988      | ф  | Одна ночь из жизни Джимми Рирдона         | A Night in the Life of Jimmy Reardon | Джимми Рирдон                |
| 1988      | ф  | Маленький Никита                          | Little Nikita                        | Джеффри «Джефф» Грант/Никита |
| 1988      | ф  | Бег на месте                              | Running on Empty                     | Денни Поуп/Майкл Менфилд     |
| 1989      | ф  | Индиана Джонс и последний крестовый поход | Indiana Jones and the Last Crusade   | молодой Индиана Джонс        |
| 1990      | ф  | Я люблю тебя до смерти                    | I Love You to Death                  | Дево Нод                     |
| 1991      | ф  | Мой личный штат Айдахо                    | My Own Private Idaho                 | Майкл «Майки» Уотерс         |
| 1991      | ф  | Дурацкое пари                             | Dogfight                             | Эдди Бёрдлейс                |
| 1992      | ф  | Тихушники                                 | Sneakers                             | Карл Арбегаст                |
| 1993      | ф  | То, что называют любовью                  | The Thing Called Love                | Джеймс Райт                  |
| 1993      | ф  | Даже девушки-ковбои иногда грустят        | Even Cowgirls Get the Blues          | паломник                     |
| 1994      | ф  | Язык молчания                             | Silent Tongue                        | Тэлбот Ро                    |

## Память и наследие
Курт Кобейн посвятил Фениксу песню «Jesus Doesn’t Want Me for a Sunbeam» — кавер-версию группы The Vaselines во время концерта группы Nirvana в Лос-Анджелесе, 30 декабря 1993 года.
Red Hot Chili Peppers посвятили Риверу Фениксу песню Transcending из альбома One Hot Minute.
Белинда Карлайл в песне «California» упоминает смерть Ривера Феникса.
В 2017 году финская глэм-метал группа Santa Cruz посвятила Риверу Фениксу один из треков своего альбома.
В сентябре 2020 года стало известно, что у брата Феникса Хоакина и Руни Мары родился сын, которого они назвали в честь Ривера.